# Шашиани
Шашиани (груз. შაშიანი) — село в Грузии.
Находится в Гурджаанском муниципалитете края Кахетия. Высота над уровнем моря составляет 530 метров.
Население — 2342 человек (2014).
В окрестностях села находятся виноградники — поставщики виноматериала для вина сорта «Вазисубани»